# Zhang Xinyan
Pour les articles homonymes, voir Zhang.
Dans ce nom chinois, le nom de famille, Zhang, précède le nom personnel.
Zhang Xinyan (née le 9 février 1994 à Dingxi) est une athlète chinoise spécialiste des épreuves de steeple.
En 2021 elle bat le record de Chine en 9 min 20 s 32.

## Palmarès

### International
| Date | Compétition         | Lieu    | Résultat | Épreuve         | Performance   |
| ---- | ------------------- | ------- | -------- | --------------- | ------------- |
| 2015 | Championnats d'Asie | Wuhan   | 3e       | 3 000 m steeple | 9 min 46 s 82 |
| 2018 | Jeux asiatiques     | Jakarta | 4e       | 3 000 m steeple | 9 min 46 s 30 |

### National
- Championnats de Chine d'athlétisme
  - Vainqueur du 3 000 mètres steeple en 2017 et 2019
  - Vainqueur du 5 000 mètres en 2019